# Sertorio Orsato

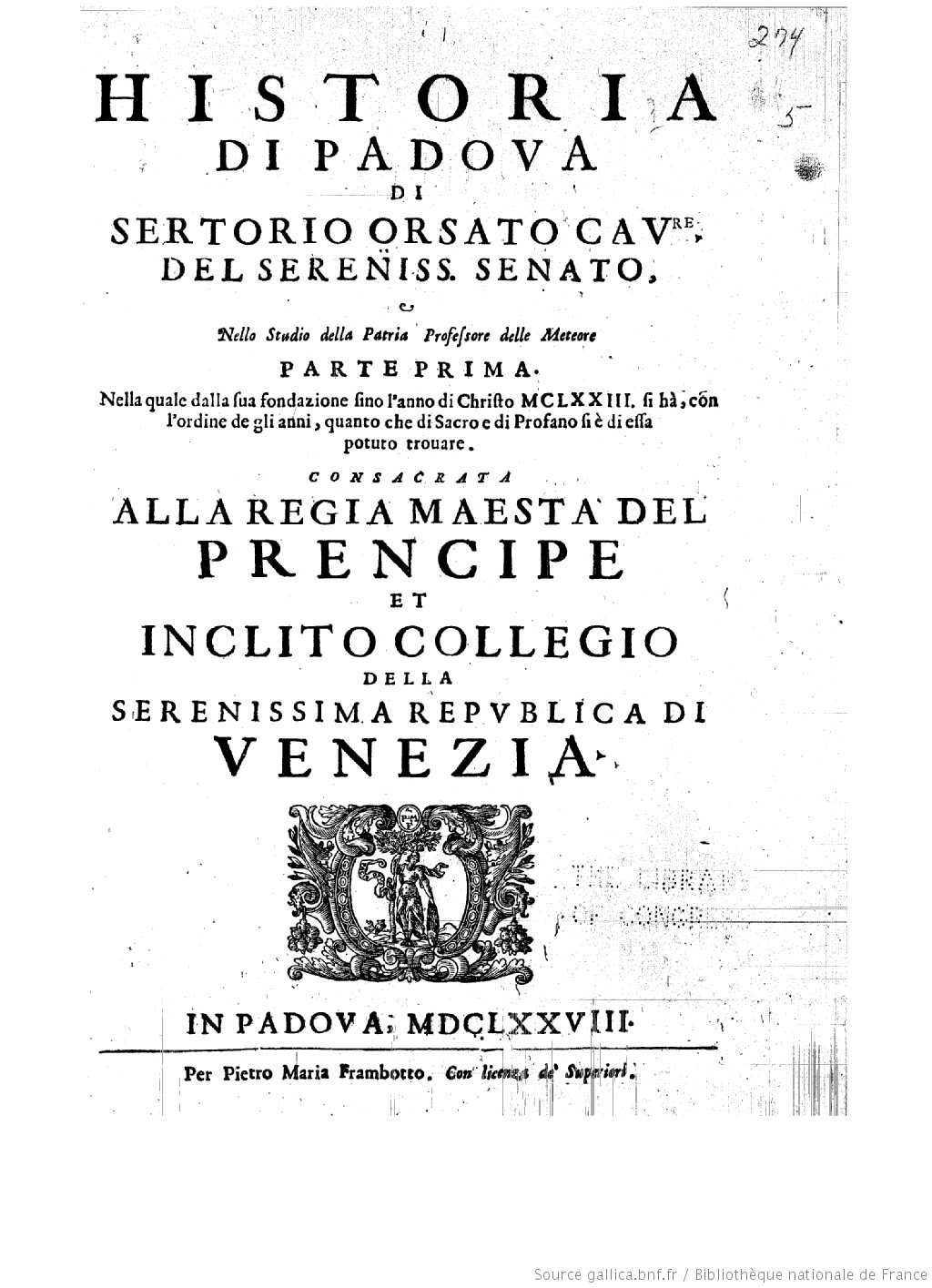
Frontpage de Historia di Padova.

Sertorio Orsato, en latin Ursatus, (né le 1er septembre 1617 à Padoue, dans la république de Venise et mort le 3 juillet 1678 à Venise) fut un littérateur et érudit italien.

## Biographie
Né à  en 1617 dans une famille patricienne de Padoue, Sertorio Orsato fait ses études avec succès et obtient à l’âge de dix-sept ans le doctorat de philosophie. Sa principale occupation est la recherche et l’examen des anciens monuments. Il se met à la recherche d'inscriptions échappées à l’investigation des antiquaires en dans ce but entreprend plusieurs voyages, permettant d'enrichir la connaissance de l'archéologie.
Sertorio Orsato aime aussi les sciences naturelles et les curateurs de l’université de Padoue lui offrent, en 1670, la chaire vacante de physique. Il l’accepte malgré son âge avancé. Il s’occupait alors d’écrire l’histoire de Padoue, terminant la première partie qu'il dédicace au Sénat de Venise.
Sertorio Orsato meurt d’une rétention d’urine, le 3 juillet 1678, à l’âge de 61 ans. Orsato avait été décoré du titre de Chevalier de Saint-Marc et était membre de l’Académie des Ricovrati.

## Portraits

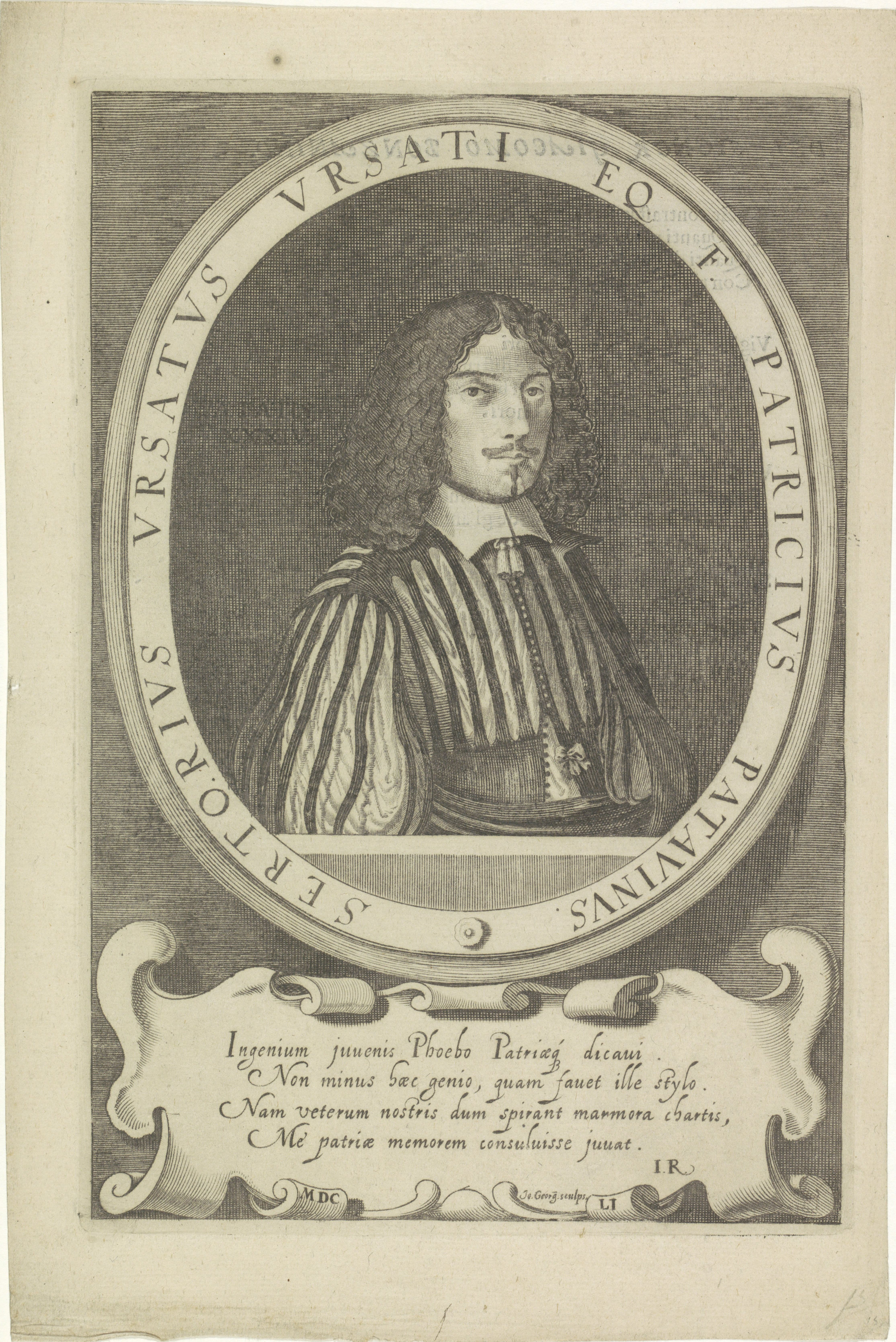
Gravé par Giovanni Georgi.

## Œuvres
Outre quelques Discours en latin et en italien, des Notes sur l’Asino, poème héroï-comique de Carlo de' Dottori, et quelques recueils de vers dont on trouvera les titres dans l’Histoire du gymnase de Padoue et dans les Mémoires de Niceron, t. 13 on a d’Orsato :
- Sertum philosophicum ex variis scientiæ naturalis floribus consertum, Padoue, 1635, in-4°. C’est la dissertation qu’il publia pour son admission au doctorat.
- Monumenta Patavina Sertorii Ursati studio collecta, digesta, explicata suisque iconibus expressa, Padoue, Paolo Frambotto, 1652 (lire en ligne).
- Cronologia de gli reggimenti di Padova, da quando vi fu introdotta la pretura, ibid., 1666, in-4°.
- Li marmi eruditi ovvero lettere sopra alcune antiche inscrizioni, Padova, Pietro Maria Frambotto, 1669 (lire en ligne) : Ce recueil d’inscriptions est très estimé. Le P. Giovanni Antonio Orsato, religieux du mont Cassin, petit-fils de l’auteur, en a donné une nouvelle édition augmenté, ibid., 1719, in-4°. Cette édition est ornée de la Vie d’Orsato, par Giovanni Antonio Volpi. Maffei a critiqué quelques-unes des explications d’Orsato dans le Museum Veronense ; mais Giandomenico Polcastro a pris la défense de l’ouvrage de son bisaïeul dans l’Apologia in difese del caval. Orsato, Padoue, 1752, in-4°
- De notis Romanorum commentarius, Padoue, Pietro Maria Frambotto, 1672 (lire en ligne). Cet ouvrage, qui contient l’explication des abréviations que l’on trouve sur les médailles et sur les monuments des Romains, fait un honneur infini à la sagacité et à la patience d’Orsato. Il a été réimprimé dans le 11e volume du Thesaur. Antiquit. Romanar. de Grævius ; et Prideaux en a inséré un abrégé à la suite des Marmora Oxoniensia. Jean-Etienne Bernard en a publié séparément un Abrégé, la Haye (Paris, Coustelier), 1736, in-8°
- Istoria di Padova dalla fondazione di quella città sino l’anno 1173, ibid., 1678, in-fol.